# Chad Duell
Chad Lewis Duell es un actor estadounidense, más conocido por interpretar a Michael Corinthos en la serie General Hospital.

## Biografía
Chad salió por nueve meses con Taylor Novack antes de pedirle matrimonio en septiembre de 2011. La pareja se casó en una ceremonia privada el 15 de septiembre de 2012; sin embargo, la pareja se separó y el matrimonio fue anulado ese mismo año.
En 2013 comenzó a salir con la actriz Kristen Alderson; sin embargo la relación terminó en 2015. En 2016 comenzó a salir con la actriz y modelo de fitness Courtney Hope.

## Carrera
En 2008 apareció como invitado en la segunda temporada de la serie Wizards of Waverly Place, donde interpretó a Ronald Longcape, Jr., un joven malo de WizTech. Ese mismo año apareció en la serie infantil The Suite Life on Deck, donde interpretó al joven Holden.
El 20 de abril de 2010, obtuvo su primer papel importante en la televisión cuando se unió al elenco principal de la serie General Hospital, donde interpreta a Michael Corinthos hasta ahora.

## Filmografía

### Series de televisión
| Año             | Título                   | Personaje            | Notas          |
| --------------- | ------------------------ | -------------------- | -------------- |
| 2010 - presente | General Hospital         | Michael Corinthos    | 703 episodios  |
| 2012            | Youth Pastor Kevin       | Shared Saves Wall    | tv serie corto |
| 2008            | The Suite Life on Deck   | Holden               | 2 episodios    |
| 2008            | Wizards of Waverly Place | Ronald Longcape, Jr. | 2 episodios    |

### Apariciones
| Año  | Programa                           | Notas                                 |
| ---- | ---------------------------------- | ------------------------------------- |
| 2011 | RAINN Public Service Announcements | episodio "General Hospital RAINN PSA" |
| 2010 | The View                           | episodio del 18 de noviembre          |

## Premios y nominaciones
| Año  | Categoría                                      | Premio              | Serie            | Resultado |
| ---- | ---------------------------------------------- | ------------------- | ---------------- | --------- |
| 2015 | Outstanding Supporting Actor in a Drama Series | Daytime Emmy Award  | General Hospital | Ganador   |
| 2014 | Outstanding Younger Actor in a Drama Series    | Daytime Emmy Award  | General Hospital | Nominado  |
| 2012 | Outstanding Younger Actor in a Drama Series    | Daytime Emmy Award  | General Hospital | Nominado  |
| 2011 | Outstanding Younger Actor in a Drama Series    | Daytime Emmy Award  | General Hospital | Nominado  |
| 2011 | Younger Actor - Daytime Drama                  | Gold Derby TV Award | General Hospital | Nominado  |
| 2010 | Younger Actor - Daytime Drama                  | Gold Derby TV Award | General Hospital | Nominado  |